# روبرتو تالینتو
روبرتو تالینتو (انگلیسی: Roberto Taliento؛ زادهٔ ۸ ژوئیهٔ ۱۹۹۹) بازیکن فوتبال است.